# 岡橋治助
岡橋 治助（おかはし じすけ、文政8年12月14日（1826年1月21日） - 大正2年（1913年）11月2日）は、日本の実業家。第三十四国立銀行頭取、天満紡績社長。大和国十市郡（現奈良県田原本町）出身。幼名・留吉。後名・岡橋清左衛門。
天保13年（1842年）大坂に出て、太物商島屋で商売見習をし、安政3年（1856年）島屋の別家油屋治助の店を持ち、木綿商をはじめ、大阪屈指の木綿問屋となる。明治11年（1878年）第三十四国立銀行（三和銀行の前身）を設立、頭取に就任。一方和歌山第四十三、日本共同、中立貯蓄、日本中立の各銀行にも関係。さらに大阪・河南の諸鉄道、日本生命保険、日本火災保険、日本倉庫、帝国物産など30余りの事業創設に参画した。また明治20年（1887年）に天満紡績を設立し社長となり、ほかに日本綿花、日本紡績などの育成・発展に努め、大阪綿紡界の草分けとなった。大阪商業会議所特別議員。明治41年（1908年）隠居して清左衛門と改名。